# Русское Вечкенино
Русское Вечкенино — село Ковылкинского района Республики Мордовия в составе Мордовско-Вечкенинского сельского поселения. 

## География
Находится на краю поймы реки Мокша на расстоянии примерно 7 километров по прямой на юго-запад от районного центра города Ковылкино.

## Истории
Известно с 1869 года, когда оно было учтено как казенная деревня Наровчатского уезда Пензенской губернии из 77 дворов. Основано как русская община в составе мордовской деревни Вечкенино в середине XVII века служилыми людьми Инсарско - Верхоломовской засечной черты.

## Население
Постоянное население составляло 251 человек (русские 40%, мордва-мокша 58%) в 2002 году, 229 в 2010 году .

## Ближайшие населенные пункты
- Мордовское Вечкенино (село)
- Новые Дубровки (село)
- Паньжа (село)